# Valentin Ladner
Valentin Ladner (* 14. April 1990) ist ein Schweizer Unihockeyspieler. Er stand einen Grossteil seiner Karriere beim Nationalliga-A-Vertreter Grasshopper Club Zürich. Aktuell spielt er bei Unihockey Limmattal.

## Karriere
Ladner begann seine Karriere beim UHC Cosmic Zürich, welcher später Bestandteil vom Grasshopper Club Zürich wurde. Er durchlief alle Juniorenstufen der Grasshoppers und wurde während der Saison 2009/10 zum ersten Mal in einem Spiel der ersten Mannschaft eingesetzt. Den Rest der Saison spielte er in der U21-Mannschaft.
2010/11 wurde er vom Cheftrainer in die erste Mannschaft beordert. In seiner ersten Saison absolvierte er 15 Partien und erzielte dabei zwei Tore. Er konnte seine Leistungen in der nachfolgenden Saison bestätigen und entwickelte sich rasch zum Stammspieler in der Defensive. 2014 und 2016 stand er mit den Grasshoppers jeweils im Cupfinal, konnte diesen aber nicht gewinnen. Dafür gewann er mit GC in der Saison 2015/16 den Schweizermeistertitel. 2017 gewann er zudem den Schweizer Cup gegen den HC Rychenberg Winterthur. Am 26. Mai 2017 gab der Verein den Rücktritt Ladners bekannt. Ladner bestritt für de Grasshopper Club 200 Partien in der höchsten Spielklasse und erzielte dabei 55 Skorerpunkte.
Nach einem Monat schloss sich Ladner dem 1. Liga-Verein Unihockey Limmattal an.

## Erfolge
- Schweizer Meister: 2016
- Schweizer Cup: 2017